# Santa Cruz (Cap Verd)
Santa Cruz és un concelho (municipi) de Cap Verd. Està situada a la part oriental de l'illa de Santiago. La seu és a la vila de Pedra Badejo.

## Subdivisions
El municipi consta d'una sola freguesia (parròquia civil), Santiago Maior. La freguesia se subdivideix en els següents assentaments:
- Achada Belbel
- Achada Fazenda
- Achada Igreja
- Achada Lage
- Achada Ponta
- Boaventura
- Boca Larga
- Cancelo
- Chã da Silva
- Librão
- Matinho
- Monte Negro
- Pedra Badejo
- Porto Madeira
- Rebelo
- Renque Purga
- Ribeira Seca
- Ribeirão Almaço
- Ribeirão Boi
- Rocha Lama
- Saltos Abaixo
- Santa Cruz
- São Cristovão
- Serelho

## Història
Fou creat en 1971 per la separació de dues parròquies de l'antic municipi de Praia. En 2005 li fou separat una parròquia meridional per formar el municipi de São Lourenço dos Órgãos.

## Demografia
| 1980   | 1990   | 2000   | 2010   |
| 22.995 | 25.892 | 33.015 | 26.585 |

## Agermanaments
- Viseu

## Personatges
- Orlando Pantera, cantant capverdià
- Catchás, cantant capverdià